# تپه تازه‌آباد۱
تپه تازه آباد۱ مربوط به دوران‌های تاریخی پس از اسلام است و در شهرستان ثلاث باباجانی، بخش مرکزی، روستای تازه آباد واقع شده و این اثر در تاریخ ۴ خرداد ۱۳۸۴ با شمارهٔ ثبت ۱۱۷۸۸ به‌عنوان یکی از آثار ملی ایران به ثبت رسیده است.